# 俄西斯主义

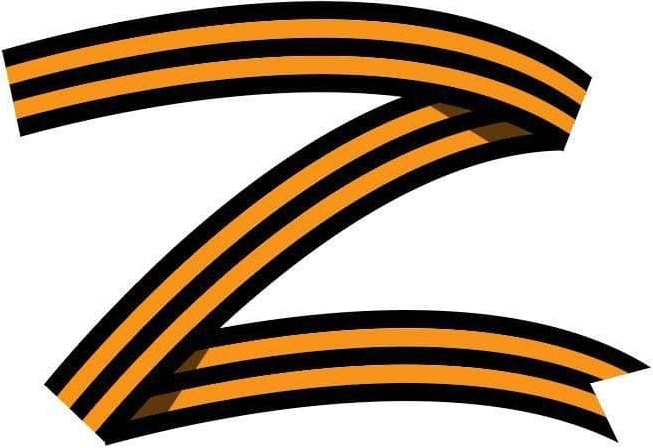
Z字符號和喬治絲帶的組合，符號和絲帶均是俄西斯主義的重要象徵

俄西斯主义（羅馬化：Rashizm）是「俄羅斯」和「法西斯主義」組合而成的混成詞，一些学者、政治家及舆论领袖用于描述俄羅斯總統弗拉基米尔·普京执政期间的政治思想和主張。这种意识形态是基于俄罗斯人的“特殊文明使命”，例如莫斯科當局自視為第三罗马的繼承者和奉行扩张主义。在乌克兰方面，「俄西斯主義」是指当前的俄罗斯政权和俄罗斯军事侵略的支持者。

## 历史
20世纪90年代，俄罗斯不少激进民族主义运动興起，包括极右法西斯主义的俄罗斯人民民族党，该党于1994年由电影导演出身的亚历山大·伊万诺夫-苏哈列夫斯基和阿列克谢·希罗帕耶夫受法西斯主义启发而成立。
在东正教和哥萨克运动中，传播「俄罗斯」意识形态，这种意识形态結合了民粹主义、种族和反犹主义、民族环保主义、东正教和对沙皇時期怀念。该党只有几千名党员，但透過發行報紙增強影響力，如《我是俄罗斯人》、《祖先的遗产》和《俄罗斯时代》，成功在未有躋身俄罗斯议会的情況下，控制議會外的輿論。《我是俄罗斯人》及後因煽动民族仇恨，違犯法律，于1999年被禁，該黨及後亦步入衰退而解散，伊万诺夫-苏哈列夫斯基亦被判处监禁几个月，但出狱后亦活躍於俄罗斯作家圈子中，并继续开展「民族主義」活动。
提摩希·D·史奈德认为，普京及其政权直接受到哲学家伊万·伊雷因影响。俄罗斯学者弗拉季斯拉夫·伊诺泽姆采夫认为，俄罗斯是一个早期法西斯国家，因此称俄罗斯当前政权为法西斯主义。从事民族主义和种族研究的波兰学者托马什·卡穆塞拉和《每日电讯报》记者阿利斯特·希思称目前俄罗斯的独裁政权是普京的法西斯主义。
「俄西斯主義」概念在乌俄战争开始后在大众媒体上广泛宣传俄国于2014年侵占克里米亚并在顿巴斯发动混合战争，入侵的俄军还意外击落外国民航机，制造了马来西亚航空17号班机空难。。
而俄国对克里米亚的觊觎和对乌克兰的入侵曾被时任伊奇克里亚车臣共和国总统的焦哈尔·杜达耶夫于1995年预言:
俄西斯主义比法西斯主义，纳粹主义和种族主义等等反人类的意识形态还要恶劣。......俄国将会入侵克里米亚，乌克兰也将在不可调和的矛盾中与俄国发生冲突。只要俄西斯主义还存在，那它就不会放弃野心。他们会以“斯拉夫民族”之名试图侵占白罗斯和乌克兰，就像曾经做过的一样。没人会想和俄国组成联盟，不管是军事上，政治上，经济上甚至仅仅是贸易上。俄国本质上是个敲诈勒索犯，靠威胁，靠坦克和军队为自己勒索金钱。

现在，他们以核武器作为威胁，勒索自由社会。他们说如果文明社会不想遭受这些痛苦的话，就要给他们钱。这就是典型的敲诈勒索。——焦哈尔·杜达耶夫，1995年接受的采访

### 2022年俄罗斯入侵乌克兰
术语“俄西斯”和“俄西斯主义者”在乌克兰的军政界以及记者、博客作者等普遍使用。例如，乌克兰国家安全与国防事务委员会秘书阿列克谢·达尼洛夫主张使用俄罗斯/普京法西斯主义含义的词来描述俄罗斯对乌克兰的侵略。他还表示，俄西斯主义比法西斯主义要恶劣得多。 
|                     | 今天，我想呼籲所有記者使用「俄西斯主義」這個詞，因為這是表示普京先生與他的國家與法西斯主義沒有太大區別，亦在世界歷史上創造新現象。我會解釋為什麼：因為以前沒有這麼多機會使用這麼多的航空炸彈摧毀城市，這樣的設備，這樣的力量，被當作不人道的東西來使用 |
| ——阿列克谢·达尼洛夫 | |

## 俄西斯主义的主要特征和特点
政治学家斯坦尼斯拉夫·别尔科夫斯基认为，俄西斯主义伪装成反法西斯主义，但却有法西斯主义的面目和本质。政治学家鲁斯兰·克柳奇尼克（Руслан Ключник）指出，俄罗斯精英阶层认为自己有权不参照西方标准，而是考虑到俄罗斯的国家建设传统，建立自己的「主权民主」。俄罗斯的行政资源是维护民主外衣的手段之一，它隐藏着对公民意志的绝对操纵机制。
俄罗斯政治学家安德烈·皮翁特科夫斯基认为，俄西斯主义的意识形态在许多方面与德国法西斯主义（纳粹主义）相似，而弗拉基米尔·普京的讲话亦反映了与阿道夫·希特勒相似的思想 。
根据美国历史学家和政治学家亚历山大·J·莫蒂尔的说法，俄西斯主义具有以下特点：
- 非民主的政治制度，但与传统的独裁主义和极权主义不同。
- 国家主义和超国家主义。
- 对最高领导人的超男性化崇拜（强调他的勇气、好斗和体能）。
- 民众对政权及其领导人的普遍支持。

### 俄西斯主义的意识形态
根据亚历山大·科斯坚科教授的说法，俄西斯主义是一种意识形态，它「建立在幻想的基础上，为被曲解的俄罗斯社会利益，为任何任意性的接纳进行辩护。在外交政策中，俄西斯主义违反国际法原则，将自己的历史版本强加给世界，使世界只对俄罗斯有利，例如在联合国安理会滥用否决权等。在国内政治中，俄西斯主义侵犯人权，如思想自由、迫害异议运动成员、利用媒体误导其人民等等。」科斯坚科也认为俄法西斯主义是一種社会病的表现。
一些觀察家注意到普京在 2022 年入侵烏克蘭期間的言論和行動與希特勒在二戰前和二戰開始時的言論和行動之間的相似之處。因此，美國前國防部副部長、經濟和政治學博士多夫·紮克海姆（Dov Zakheim）認為，希特勒佔領蘇台德地區的言論與普京入侵烏克蘭的言論有相似之處——希特勒聲稱德國人住在蘇台德地區，他們不想成為捷克斯洛伐克的一部分，普京聲稱在頓涅茨克人民共和國和盧甘斯克人民共和國有些俄羅斯人不想成為烏克蘭的一部分，並受到烏克蘭政府的騷擾。歷史學家本傑明·內森斯（Benjamin Nathans）也指出了這一點，並補充說，普京的動機可能是蘇聯解體后的民族屈辱感，就像希特勒的動機是德國在第一次世界大戰中的失敗。

## 延伸閱讀
- 俄罗斯帝国主义
- 普京主義
- 普特勒
- 希特勒归谬法
- 納什運動
- 法西斯主義
- 歐亞主義
- 弗拉基米尔·普京
- 德米特里·梅德韦杰夫
- 亞历山大·杜金
- 主權民主
- 赤納粹